# Nahemah
NahemaH – zespół grający progresywny death metal pochodzący z Alicante, Hiszpania utworzony w 1997 roku. Do tej pory nagrał 4 albumy studyjne. Obecnie NahemaH współpracuje z wytwórnią Lifeforce Records.

## Historia
Nahemah to zespół, który powstał w 1997 roku w mieście Alicante, Hiszpania. W 1999 roku własnym nakładem wypuścili debiutancki album „Edens in Communion”. W 2001 zaczęli współpracę z wytwórnią Iberian Moon Records, wtedy też wyszedł ich drugi album „Chrysalis”. Album otrzymał wiele pozytywnych opinii i został ponownie wydany w 2002 roku nakładem Concreto Records. Nehemah grał wtedy jako support dla takich zespołów jak Moonspell czy Alastis. W 2003 roku zespół nagrał minipłytę (EP) o nazwie „The Last Human”, która nigdy nie została wydana, wtedy też nastąpiły zmiany w składzie zespołu. Pomiędzy 2003 i 2005 rokiem zespół nagrywał swój trzeci album „The Second Philosophy”. Został jednak wydany dopiero w styczniu 2007 roku nakładem wydawnictwa Lifeforce Records, z którym podpisali kontrakt w sierpniu 2006 roku.
25 maja 2009 roku nakładem tejże wytwórni zespół wypuścił swój czwarty album o nazwie „A New Constellation”.

## Muzycy

### Obecny skład zespołu
- Pablo Egido – wokal
- Paco Porcel – gitara basowa
- Miguel Palazón – gitara
- Roberto Marco – gitara
- Enrique „Fabique” Perez – perkusja

### Byli członkowie zespołu
- Henry Saiz – gitara basowa
- Luis Martinez – perkusja
- Jose Carlos Marhuenda – gitara
- Daniel Gil – gitara
- Javier Fernandez – keyboard, syntezator
- Jose Diego – perkusja
- Quino Jimenez – perkusja

## Dyskografia
- Edens in Communion (album studyjny, wydanie własne, 1999)
- Chrysalis (album studyjny, Iberian Moon Records, 2001; reedycja w 2002 przez Concreto Records)
- The Second Philosophy (album studyjny, Lifeforce Records, 2007)
- A New Constellation (album studyjny, Lifeforce Records, 2009)